# Бонгонда, Тео
Те́о Бонгонда́ Мбул’Офеко́ Батомбо́ (фр. Théo Bongonda Mbul’Ofeko Batomboat; род. 20 ноября 1995[…], Шарлеруа, Валлония) — конголезский и бельгийский футболист, атакующий полузащитник московского «Спартака» и сборной ДР Конго.

## Клубная карьера

### Ранние годы
С юного возраста занимался карате и гимнастикой, в футбол до 10 лет играл только во дворе, пока мама не решила отвести его в секцию. Начал заниматься футболом в академии клуба «Лоделинсарт», в 2007 году перешёл в «Шарлеруа», а в период с 2009 по 2013 год занимался в «Академии JMG». В 16 лет был приглашён на просмотр вместе со своим другом Джейсоном Денайером в систему клуба «Манчестер Сити», там они произвёли впечатление, но Бонгонда, в отличие от Денайера, отклонил предложение «горожан» — ему показалось, что силовой английский футбол ему не подходит.

### «Зюлте-Варегем»
В начале 2013 года присоединился к молодёжному составу клуба «Зюлте-Варегем». Дебютировал за основной состав клуба 25 сентября 2013 года в матче 1/32 финала Кубка Бельгии против клуба «Хамме» (2:1), в этом матче вышел в стартовом составе и на 67-й минуте встречи был заменён на Хабиба Хабибу. Впервые за «Зюлте-Варегем» в чемпионате Бельгии сыграл 15 декабря 2013 года в матче 19-го тура против «Льерса» (3:0), заменив на 76-й минуте встречи Йенса Нассенса.
Свой первый мяч в профессиональной карьере забил 15 января 2014 года в матче 1/4 финала Кубка Бельгии против «Серкль Брюгге» (2:3) в ворота Жориса Делля на 42-й минуте встречи. 1 марта 2014 года, в матче 28-го тура чемпионата Бельгии против «Васланд-Беверена» (2:2), Бонгонда отметился голевой передачей на Свена Кумса, а в поединке плей-офф против «Генка» (3:0), сыгранном 29 марта 2014 года, отдал два голевых паса на Идрисса Силлу и Ибраима Конте. 20 апреля 2014 года забил свой первый мяч в чемпионате Бельгии, поразив ворота Давино Верхюлста из «Локерена» (2:3) с передачи Торгана Азара. В своём дебютном сезоне за «Зюлте-Варегем» провёл во всех турнирах 24 матча и забил два мяча. В этом же сезоне стал финалистом Кубка Бельгии, уступив в финале «Локерену» (0:1), Бонгонда появился в этом матче на 81-й минуте.
В своём следующем сезоне за клуб, Бонгонда дебютировал в еврокубках, отыграв три матча квалификационных раундов Лиги Европы 2014/15: против польского клуба «Завиша» (2:1 и 3:1) и белорусского «Шахтёра» (2:5). Всего в сезоне 2014/15 провёл во всех турнирах за «Зюлте-Варегем» 19 матчей и забил три мяча.

### «Сельта»
9 января 2015 года перешёл в испанскую «Сельту», заключив контракт на четыре с половиной года, сумма сделки составила около одного миллиона евро. Дебютировал за клуб 14 января 2015 года в матче 1/16 финала Кубка Испании против клуба «Атлетик Бильбао» (2:0), выйдя на 52-й минуте вместо Алехандро Лопеса. Свой первый матч в Ла Лиге провёл 26 января 2015 года в 20-м туре против «Хетафе» (2:1), выйдя на 86-й минуте встречи вместо Неманьи Радоя. Свой первый мяч за «Сельту» забил 8 апреля 2015 года в матче 30-го тура чемпионата Испании против «Гранады» (1:1) c передачи Шарлеса в компенсированное ко второму тайму время, тем самым заработав одно очко для своей команды. В своём дебютном сезоне за клуб провёл во всех турнирах девять матчей и забил один мяч.
В сезоне 2015/16 провёл за «Сельту» 26 матчей и забил два мяча, отличившись в чемпионате Испании в ворота «Реал Бетиса» (14-й тур; 1:1) и «Лас-Пальмаса» (22-й тур; 1:3). В сезоне 2016/17 отыграл за клуб во всех турнирах 42 матча и забил один мяч, отличившись в чемпионате Испании в ворота «Гранады» (13-й тур; 1:3), также впервые в своей карьере провёл матчи на групповой стадии и плей-офф еврокубков, дойдя с «Сельтой» до полуфинала Лиги Европы, где команда уступила будущему победителю турнира «Манчестеру Юнайтед».

#### Аренда в «Трабзонспор»
16 июня 2017 года был арендован турецким «Трабзонспором» до конца сезона 2017/18 с правом выкупа за три с половиной миллиона евро. Стоимость аренды составила 400 тысяч евро. Дебютировал за клуб 13 августа 2017 года в матче 1-го тура чемпионата Турции против «Коньяспора» (2:1), выйдя в стартовом составе и был заменён на 69-й минуте на Юсуфа Эрдогана. После трёх матчей сел в запас и до зимы не вышел на поле в чемпионате Турции ни разу, иногда не проходив даже в заявку команды. Первый мяч за «Трабзонспор» забил 25 октября 2017 года в матче Кубка Турции против «Чорума» (6:0) на 52-й минуте встречи. Всего за клуб провёл во всех турнирах шесть матчей и забил два мяча и в январе 2018 года досрочно вернулся в «Сельту».

### Возвращение в «Зюлте-Варегем»
26 января 2018 года «Сельта» отдала Бонгонду в аренду с правом выкупа в его бывший клуб — «Зюлте-Варегем» до конца сезона 2017/18. Первый матч после возвращения провёл 9 февраля 2018 года в 26-м туре чемпионата Бельгии против «Генка» (1:3), выйдя на 62-й минуте вместо Идриссы Думбии. Свой первый мяч после возвращения в «Зюлте-Варегем» забил 8 апреля 2018 года в матче 2-го тура плей-офф чемпионата Бельгии против «Беверена» (2:1) на 33-й минуте встречи с передачи Петера Олайинки. Всего в сезоне 2017/18 за клуб провёл 13 матчей во всех турнирах, в которых забил пять мячей. 4 июля 2018 года «Зюлте-Варегем» выкупил права на Бонгонду у «Сельты» и заключил с ним контракт на четыре года.
23 ноября 2018 года в гостевом матче 16-го тура чемпионата Бельгии оформил дубль в ворота действующего чемпиона — «Брюгге» (3:1) на 44-й и 51-й минутах встречи, тем самым помог клубу одержать победу. 20 апреля 2019 года в матче 5-го тура плей-офф чемпионата Бельгии против «Юниона» (2:2) Бонгонда оформил дубль, забив первый мяч на 80-й минуте встречи, а в компенсированное ко второму тайму время сравнял счёт в матче и тем самым помог своей команде завоевать одно очко. 27 апреля 2019 года в матче 6-го тура плей-офф чемпионата Бельгии вновь оформил дубль в ворота действующего чемпиона страны — «Брюгге» (6:2), отличившись на 38-й и 80-й минутах встречи. Всего в сезоне 2018/19 провёл за «Зюлте-Варегем» 39 матчей во всех турнирах, в которых отличился 14 раз и сделал 14 результативных передач.

### «Генк»
13 июня 2019 года перешёл в «Генк», подписав контракт на четыре года. Сумма трансфера составила семь миллионов евро, что сделало этот переход самым дорогим трансфером в истории между бельгийскими клубами. Дебютировал за клуб 13 сентября 2019 года в матче 7-го тура чемпионата Бельгии против «Шарлеруа» (1:2), выйдя на замену на 43-й минуте встречи вместо Джозефа Пэйнтсилы. Через четыре дня, 17 сентября 2019 года, впервые сыграл в Лиге чемпионов, выйдя на замену на 46-й минуте вместо Дзюнъя Ито в матче 1-го тура группового этапа против «Ред Булл Зальцбурга» (2:6). Первый мяч за «Генк» забил 28 сентября 2019 года в матче 9-го тура чемпионата Бельгии против «Сент-Трюйдена» (3:3), отличившись в ворота Дэниела Шмидта на 14-й минуте с передачи Яниса Хаджи. В своём дебютном сезоне за клуб провёл во всех турнирах 29 матчей и забил пять мячей.
30 октября 2020 года забил два мяча в ворота «Эйпена» (4:0) в матче 11-го тура чемпионата Бельгии, отличившись 47-й и 74-й минутах встречи. В матче 12-го тура чемпиона Бельгии, состоявшимся 7 ноября 2020 года, снова оформил дубль за «Генк» во встрече против «Сент-Трюйдена» (1:2), отличившись на 4-й и 31-й минутах. В 13-м туре, состоявшимся 22 ноября 2020 года, вновь забил два мяча, отличившись в ворота «Мускрон-Перювельза» (4:1) на 55-й и 81-й минутах встречи. 30 апреля 2020 года в матче 1-го тура плей-офф чемпионата Бельгии оформил дубль в ворота «Антверпена» (3:2), забив на 20-й и 88-й минутах встречи. 26 апреля 2021 года стал обладателем Кубка Бельгии, в финальном матче был обыгран льежский «Стандард» (2:1), а Бонгонда стал автором второго забитого мяча. Всего в сезоне 2020/21 провёл за «Генк» во всех турнирах 39 матчей, в которых забил 18 мячей и сделал 10 результативных передач, а также вместе с «Генком» стал серебряный призёром чемпионата Бельгии.
17 июля 2021 года участвовал в матче за Суперкубок Бельгии против «Брюгге», в котором на 44-й минуте встречи забил мяч, но по итогам матча «Генк» уступил 2:3. 30 июля 2021 года оформил дубль в матче 2-го тура чемпионата Бельгии против «Остенде» (3:4), отличившись на 30-й и 60-й минутах встречи. 29 апреля 2022 года забил два мяча в ворота «Мехелена» (4:2) в матче 2-го тура плей-офф чемпионата Бельгии, отличившись на 80-й и 87-й минутах встречи. Всего в сезоне 2021/22 провёл за клуб 43 матча во всех турнирах и забил 13 мячей и сделал пять голевых передач. За «Генк» выступал с 2019 по 2022 год, проведя во всех турнирах 111 матчей и забив 36 мячей.

### «Кадис»
26 августа 2022 года перешёл в испанский клуб «Кадис», подписав контракт на четыре года. Сумма трансфера составила три миллиона евро. Дебютировал за клуб в матче 4-го тура чемпионата Испании против своего бывшего клуба — «Сельты» (0:3), выйдя на 63-й минуте встречи вместо Феде Сан-Эметерио. Первый мяч за «Кадис» забил 29 октября 2022 года в матче 12-го тура чемпионата Испании против «Атлетико Мадрид» (3:2), забив в ворота Яна Облака на первой минуте встречи с передачи Альфонсо Эспины. 28 января 2023 года в матче 19-го тура чемпионата Испании забил мяч в ворота «Мальорки» (2:0) на 10-й минуте встречи с передачи Альваро Негредо. 19 мая 2023 года в матче 35-го тура чемпионата Испании против «Реал Вальядолида» (2:0), Бонгонда оформил дубль, отличившись на 69-й минуте с передачи Антони Лосано и реализовал пенальти на 76-й минуте. Благодаря его дублю в 35-м туре «Кадису» удалось остаться в Примере — клуб занял 14-е место с 42 очками. Всего в сезоне 2022/23 провёл за клуб во всех турнирах 32 матча, в которых забил четыре мяча и сделал три результативные передачи. Бонгонда был полезен на разных флангах атаки — много работал без мяча и стал лучшим в клубе по системе «гол+пас».

### «Спартак» (Москва)
12 июля 2023 года перешёл в московский «Спартак», заключив контракт на три года. Сумма трансфера составила около семи миллионов евро. Дебютировал за клуб 23 июля 2023 года в матче 1-го тура чемпионата России против «Оренбурга» (3:2), выйдя на 59-й минуте встречи вместо Антона Зиньковского. Также в этом матче сделал голевую передачу на Даниила Хлусевича на 76-й минуте матча, что стало первым результативным действием Бонгонды за «Спартак». Свой первый мяч за клуб забил 27 июля 2023 года в матче 1-го тура группового этапа Кубка России пути РПЛ против «Краснодара» на 67-й минуте встречи. Первый мяч в чемпионате России забил 31 июля 2023 года в матче 2-го тура против «Балтики» (2:1), отличившись на 43-й минуте встречи с передачи Квинси Промеса. Бонгонда стал первым игроком «Спартака» в XXI веке, кто совершил три результативных действия в первых трёх матчах за клуб. 5 августа 2023 года в матче 3-го тура чемпионата России забил мяч в ворота «Рубина» (4:1), отличившись на 19-й минуте с передачи Александра Соболева и обновил рекорд «Спартака» по числу матчей подряд с голевыми действиями для новичков, выполнив результативное действие в четвёртом матче подряд. Забив мяч в матче 4-го тура чемпионата России 11 августа 2023 года в ворота «Урала» (2:3), Бонгонда стал первым дебютантом «Спартака», отметившимся результативными баллами в каждом из своих первых четырёх матчей в РПЛ. Осенью эффективность игры Бонгонды значительно снизилась. 23 сентября 2023 года Бонгонда забил победный мяч с передачи Александра Соболева в ворота московского «Динамо» (1:0). Следующий раз забил за «Спартак» спустя почти 7 месяцев — 21 апреля 2024 года в ворота «Ростова» (5:1) в гостевом матче 25-го тура чемпионата России, выйдя на замену на 90-й минуте. 28 апреля 2024 года открыл счёт в игре 26-го тура чемпионата России против московского «Локомотива» (3:2), реализовав пенальти на 44-й минуте встречи, также на 67-й минуте Бонгонда отдал голевую передачу на Даниила Хлусевича, забившего победный мяч. Всего в сезоне 2023/24 провёл за «Спартак» во всех турнирах 35 матчей, в которых забил восемь мячей и отдал две голевые передачи.
В первых семи турах чемпионата России сезона 2024/25 Бонгонда стал лучшим игроком лиги по количеству удачных обводок в финальной трети поля, на его счету 22 удачные попытки дриблинга. Первый мяч в сезоне 2024/25 Бонгонда забил 27 октября 2024 года в матче 13-го тура чемпионата России в ворота «Пари НН» (2:0), отличившись на 68-й минуте, также был признан лучшим игроком этой встречи. 10 ноября 2024 года в матче 15-го тура чемпионата России против «Акрона» (4:0) оформил дубль, отличившись на 28-й и 63-й минутах встречи, Бонгонда забил за «Спартак» в третьем матче чемпионата подряд.
16 июня 2025 года «Спартак» сообщил о том, что Бонгонда повредил ахиллово сухожилие в матче за сборную ДР Конго.

## Карьера в сборной
Бонгонда родился в семье конголезца и бельгийки, в связи с чем мог выступать как за сборные Бельгии, так и за сборные Демократической Республики Конго. С 2013 по 2014 год выступал за юношескую сборную Бельгии до 19 лет. Нападающий впервые сыграл за команду 10 октября 2013 года в отборочном матче к чемпионату Европы со сверстниками из Северной Ирландии (2:0). Бонгонда появился на поле на 71-й минуте встречи вместо Джинти Канепела и через семь минут забил мяч в ворота соперника. В дальнейшем форвард сыграл ещё два матча в рамках отборочного этапа турнира и забил мяч в ворота французов (2:2) в матче, сыгранном 15 октября. Всего за юношескую сборную провёл пять матчей и забил два мяча.
С 2014 по 2016 год вызывался в состав молодёжной сборной Бельгии. Дебютировал за команду 12 ноября 2014 года в товарищеском матче против молодёжной сборной Испании (4:1). Принимал участие в отборочных матчах к молодёжному чемпионату Европы 2015, где провёл шесть матчей и забил два мяча в ворота сверстников из Черногории (1:2) и Мальты (3:2). Всего за молодёжную сборную провёл восемь матчей и забил два мяча.
В январе 2022 года впервые получил вызов в национальную сборную Демократической Республики Конго. 1 февраля 2022 года дебютировал за сборную в товарищеском матче против сборной Бахрейна (0:1), проведя на поле весь матч. Свой первый мяч за сборную забил 14 июня 2023 года в товарищеском матче против сборной Уганды (1:0), реализовав пенальти на 26-й минуте встречи. 9 сентября 2023 года забил победный мяч в ворота сборной Судана в отборочном турнире Кубка африканских наций (2:0). 15 ноября 2023 года вышел на замену в игре против Мавритании в отборочном турнире чемпионата мира 2026 года и внёс решающий вклад победу сборной ДР Конго (2:0), забив мяч и сделав голевую передачу.
27 декабря 2023 года вошёл в окончательную заявку для участия на Кубке африканских наций 2023 года. На турнире провёл шесть матчей, вместе со сборной занял четвёртое место (конголезцы проиграли в матче за третье место сборной ЮАР в серии пенальти).

## Достижения
«Зюлте-Варегем»
- Финалист Кубка Бельгии: 2013/14

«Генк»
- Серебряный призёр чемпионата Бельгии: 2020/21
- Обладатель Кубка Бельгии: 2020/21[англ.]

## Личная жизнь
Бонгонда вырос в многодетной семье выходцев из Конго — у Тео четыре брата и три сестры.
В мае 2019 года двоюродный брат Бонгонды открыл барбершоп Hairdressing and Beauty Salon C&J. Сам Бонгонда выступил инвестором, но спустя почти 10 месяцев заведение закрылось: оно не выдержало конкуренции и не привлекло необходимое число клиентов.

## Статистика

### Клубная
| Выступление      | Выступление      | Выступление      | Лига | Лига | Кубок | Кубок | Еврокубки | Еврокубки | Прочие | Прочие | Итого | Итого |
| Клуб             | Лига             | Сезон            | Игры | Голы | Игры  | Голы  | Игры      | Голы      | Игры   | Голы   | Игры  | Голы  |
| ---------------- | ---------------- | ---------------- | ---- | ---- | ----- | ----- | --------- | --------- | ------ | ------ | ----- | ----- |
| Зюлте-Варегем    | Лига Жюпилер     | 2013/14          | 9    | 0    | 5     | 1     | 0         | 0         | 10     | 1      | 24    | 2     |
| Зюлте-Варегем    | Лига Жюпилер     | 2014/15          | 14   | 3    | 2     | 0     | 3         | 0         | —      | —      | 19    | 3     |
| Зюлте-Варегем    | Итого            | Итого            | 23   | 3    | 7     | 1     | 3         | 0         | 10     | 1      | 43    | 5     |
| Сельта           | Ла Лига          | 2014/15          | 8    | 1    | 1     | 0     | —         | —         | —      | —      | 9     | 1     |
| Сельта           | Ла Лига          | 2015/16          | 23   | 2    | 3     | 0     | —         | —         | —      | —      | 26    | 2     |
| Сельта           | Ла Лига          | 2016/17          | 30   | 1    | 6     | 0     | 6         | 0         | —      | —      | 42    | 1     |
| Сельта           | Итого            | Итого            | 61   | 4    | 10    | 0     | 6         | 0         | —      | —      | 77    | 4     |
| → Трабзонспор    | Суперлига        | 2017/18          | 3    | 0    | 3     | 2     | —         | —         | —      | —      | 6     | 2     |
| → Трабзонспор    | Итого            | Итого            | 3    | 0    | 3     | 2     | —         | —         | —      | —      | 6     | 2     |
| Зюлте-Варегем    | Лига Жюпилер     | → 2017/18        | 4    | 0    | —     | —     | —         | —         | 9      | 5      | 13    | 5     |
| Зюлте-Варегем    | Лига Жюпилер     | 2018/19          | 28   | 8    | 2     | 0     | —         | —         | 9      | 6      | 39    | 14    |
| Зюлте-Варегем    | Итого            | Итого            | 32   | 8    | 2     | 0     | —         | —         | 18     | 11     | 52    | 19    |
| Генк             | Лига Жюпилер     | 2019/20          | 22   | 5    | 1     | 0     | 6         | 0         | —      | —      | 29    | 5     |
| Генк             | Лига Жюпилер     | 2020/21          | 29   | 14   | 4     | 2     | —         | —         | 6      | 2      | 39    | 18    |
| Генк             | Лига Жюпилер     | 2021/22          | 29   | 10   | 1     | 0     | 7         | 0         | 6      | 3      | 43    | 13    |
| Генк             | Итого            | Итого            | 80   | 29   | 6     | 2     | 13        | 0         | 12     | 5      | 111   | 36    |
| Кадис            | Ла Лига          | 2022/23          | 31   | 4    | 1     | 0     | —         | —         | —      | —      | 32    | 4     |
| Кадис            | Итого            | Итого            | 31   | 4    | 1     | 0     | —         | —         | —      | —      | 32    | 4     |
| Спартак (Москва) | Премьер-лига     | 2023/24          | 25   | 7    | 10    | 1     | —         | —         | —      | —      | 35    | 8     |
| Спартак (Москва) | Премьер-лига     | 2024/25          | 27   | 7    | 7     | 1     | —         | —         | —      | —      | 34    | 8     |
| Спартак (Москва) | Итого            | Итого            | 52   | 14   | 17    | 2     | —         | —         | —      | —      | 69    | 16    |
| Всего за карьеру | Всего за карьеру | Всего за карьеру | 282  | 62   | 46    | 7     | 22        | 0         | 40     | 17     | 390   | 86    |

1. ↑  Матчи плей-офф чемпионата Бельгии; Суперкубок Бельгии.

### Сборная
| Матчи и голы Тео Бонгонды за сборную ДР Конго | Матчи и голы Тео Бонгонды за сборную ДР Конго | Матчи и голы Тео Бонгонды за сборную ДР Конго | Матчи и голы Тео Бонгонды за сборную ДР Конго | Матчи и голы Тео Бонгонды за сборную ДР Конго | Матчи и голы Тео Бонгонды за сборную ДР Конго | Матчи и голы Тео Бонгонды за сборную ДР Конго |
| --------------------------------------------- | --------------------------------------------- | --------------------------------------------- | --------------------------------------------- | --------------------------------------------- | --------------------------------------------- | --------------------------------------------- |
| №                                             | Дата                                          | Оппонент                                      | Счёт                                          | Голы                                          | Соревнование                                  |                                               |
| 1                                             | 1 февраля 2022                                | Бахрейн                                       | 0:1                                           | —                                             | Товарищеский матч                             |                                               |
| 2                                             | 25 марта 2022                                 | Марокко                                       | 1:1                                           | —                                             | Отборочный турнир к ЧМ-2022                   |                                               |
| 3                                             | 29 марта 2022                                 | Марокко                                       | 1:4                                           | —                                             | Отборочный турнир к ЧМ-2022                   |                                               |
| 4                                             | 27 сентября 2022                              | Сьерра-Леоне                                  | 3:0                                           | —                                             | Товарищеский матч                             |                                               |
| 5                                             | 28 марта 2023                                 | Мавритания                                    | 1:1                                           | —                                             | Отборочный турнир к КАН-2023                  |                                               |
| 6                                             | 14 июня 2023                                  | Уганда                                        | 1:0                                           | 1                                             | Товарищеский матч                             |                                               |
| 7                                             | 18 июня 2023                                  | Габон                                         | 2:0                                           | —                                             | Отборочный турнир к КАН-2023                  |                                               |
| 8                                             | 9 сентября 2023                               | Судан                                         | 2:0                                           | 1                                             | Отборочный турнир к КАН-2023                  |                                               |
| 9                                             | 13 октября 2023                               | Новая Зеландия                                | 1:1                                           | —                                             | Товарищеский матч                             |                                               |
| 10                                            | 15 ноября 2023                                | Мавритания                                    | 2:0                                           | 1                                             | Отборочный турнир к ЧМ-2026                   |                                               |
| 11                                            | 19 ноября 2023                                | Судан                                         | 0:1                                           | —                                             | Отборочный турнир к ЧМ-2026                   |                                               |
| 12                                            | 6 января 2024                                 | Ангола                                        | 0:0                                           | —                                             | Товарищеский матч                             |                                               |
| 13                                            | 10 января 2024                                | Буркина-Фасо                                  | 1:2                                           | —                                             | Товарищеский матч                             |                                               |
| 14                                            | 17 января 2024                                | Замбия                                        | 1:1                                           | —                                             | Финальные матчи КАН-2023                      |                                               |
| 15                                            | 21 января 2024                                | Марокко                                       | 1:1                                           | —                                             | Финальные матчи КАН-2023                      |                                               |
| 16                                            | 28 января 2024                                | Египет                                        | 1:1 (8:7 пен.)                                | —                                             | Финальные матчи КАН-2023                      |                                               |
| 17                                            | 2 февраля 2024                                | Гвинея                                        | 3:1                                           | —                                             | Финальные матчи КАН-2023                      |                                               |
| 18                                            | 7 февраля 2024                                | Кот-д’Ивуар                                   | 0:1                                           | —                                             | Финальные матчи КАН-2023                      |                                               |
| 19                                            | 10 февраля 2024                               | ЮАР                                           | 0:0 (5:6 пен.)                                | —                                             | Финальные матчи КАН-2023                      |                                               |
| 20                                            | 6 июня 2024                                   | Сенегал                                       | 1:1                                           | —                                             | Отборочный турнир к ЧМ-2026                   |                                               |
| 21                                            | 9 июня 2024                                   | Того                                          | 1:0                                           | —                                             | Отборочный турнир к ЧМ-2026                   |                                               |
| 22                                            | 6 сентября 2024                               | Гвинея                                        | 1:0                                           | —                                             | Отборочный турнир к КАН-2025                  |                                               |
| 23                                            | 9 сентября 2024                               | Эфиопия                                       | 2:0                                           | 1                                             | Отборочный турнир к КАН-2025                  |                                               |
| 24                                            | 10 октября 2024                               | Танзания                                      | 1:0                                           | —                                             | Отборочный турнир к КАН-2025                  |                                               |
| 25                                            | 15 октября 2024                               | Танзания                                      | 2:0                                           | —                                             | Отборочный турнир к КАН-2025                  |                                               |
| 26                                            | 16 ноября 2024                                | Гвинея                                        | 0:1                                           | —                                             | Отборочный турнир к КАН-2025                  |                                               |
| 27                                            | 21 марта 2025                                 | Южный Судан                                   | 1:0                                           | 1                                             | Отборочный турнир к ЧМ-2026                   |                                               |
| 28                                            | 5 июня 2025                                   | Мали                                          | 1:0                                           | —                                             | Товарищеский матч                             |                                               |

Итого: 28 матчей / 5 голов; 14 побед, 7 ничьих, 7 поражений.